# Nesoecia cooksoni
Nesoecia cooksoni är en insektsart som först beskrevs av Butler, A.G. 1877.  Nesoecia cooksoni ingår i släktet Nesoecia och familjen vårtbitare. Inga underarter finns listade i Catalogue of Life.